# Karl Donndorf
Karl August Donndorf (* 17. Juli 1870 in Dresden; † 30. Oktober 1941 in Stuttgart) war ein deutscher Bildhauer.

## Leben
Karl Donndorf war ein Sohn des Bildhauers Adolf von Donndorf. Nach einer Ausbildung bei seinem Vater und an der Stuttgarter Kunstschule setzte er seine Studien in Dresden (1892), Paris (1900) und Rom (1902) fort, wodurch seine spätere Arbeit von Auguste Rodin und der griechisch-römischen Klassik beeinflusst war. 1902 wurde er Professor an der Kunstakademie in Weimar, ab 1906 war er wieder in Stuttgart ansässig und tätig.
Karl Donndorf war Mitglied im Deutschen Künstlerbund und in der Stuttgarter Freimaurerloge Wilhelm zur aufgehenden Sonne.
Sein Sohn Wolf Donndorf (1909–1995) war als Ministerialdirigent Leiter der Abteilung Kunst im Kultusministerium Baden-Württembergs.

## Werk
- Stuttgart
  - Denkmal für Prinz Hermann von Sachsen-Weimar (1904)
  - Athenebrunnen auf der Karlshöhe (1911)
  - Musikantenrelief und Wagenlenkerrelief an der Fassade des Marmorsaals im Weißenburgpark (1913)
  - Jünglingsbrunnen Stuttgart-Ostheim (1913)
  - Schicksalsbrunnen vor dem Staatstheater (1914)
  - Josua-und-Kaleb-Brunnen in Stuttgart-Rotenberg (1927)
  - Bronzemedaillon von G. W. F. Hegel für das Hegel-Haus (1931)
  - Kriegerdenkmal auf dem Alten Kirchhof (Luise-Benger-Straße 2) in Uhlbach vor der Andreaskirche (für die gefallenen Uhlbacher Bürger des Ersten Weltkrieges errichtet und für die des Zweiten Weltkrieges weiterverwendet)[2]
- Esslingen
  - Kriegerdenkmal 1870/1871 an der Stadtkirche St. Dionys (1910)
- Weimar
  - Marmorbüsten von Sophie von Sachsen-Weimar-Eisenach und Carl Alexander von Sachsen-Weimar-Eisenach für das Goethe- und Schiller-Archiv (1898)
  - Nietzsche-Büsten für das Nietzsche-Archiv (1903)
- Guben
  - Denkmal für die Künstlerin Corona Schröter (1905)
  - Denkmal für den Gubener Oberbürgermeister Paul Bollmann (1914)
- Dortmund
  - Standbilder Kronprinz Friedrich Wilhelm (nachm. Kaiser Friedrich III.) und Prinz Friedrich Karl an der Dortmunder Hohensyburg
- Jena
  - Burschenschaftsdenkmal 1883 am Hauptgebäude der Universität Jena (1908)
- Köln
  - Büstendenkmal von Otto Leichtenstern in Köln[3]
- andere Orte
  - Wettbewerbsentwurf für ein  Bismarck-Nationaldenkmal auf der Elisenhöhe bei Bingerbrück (1910; nicht prämiert)[4]

## Galerie

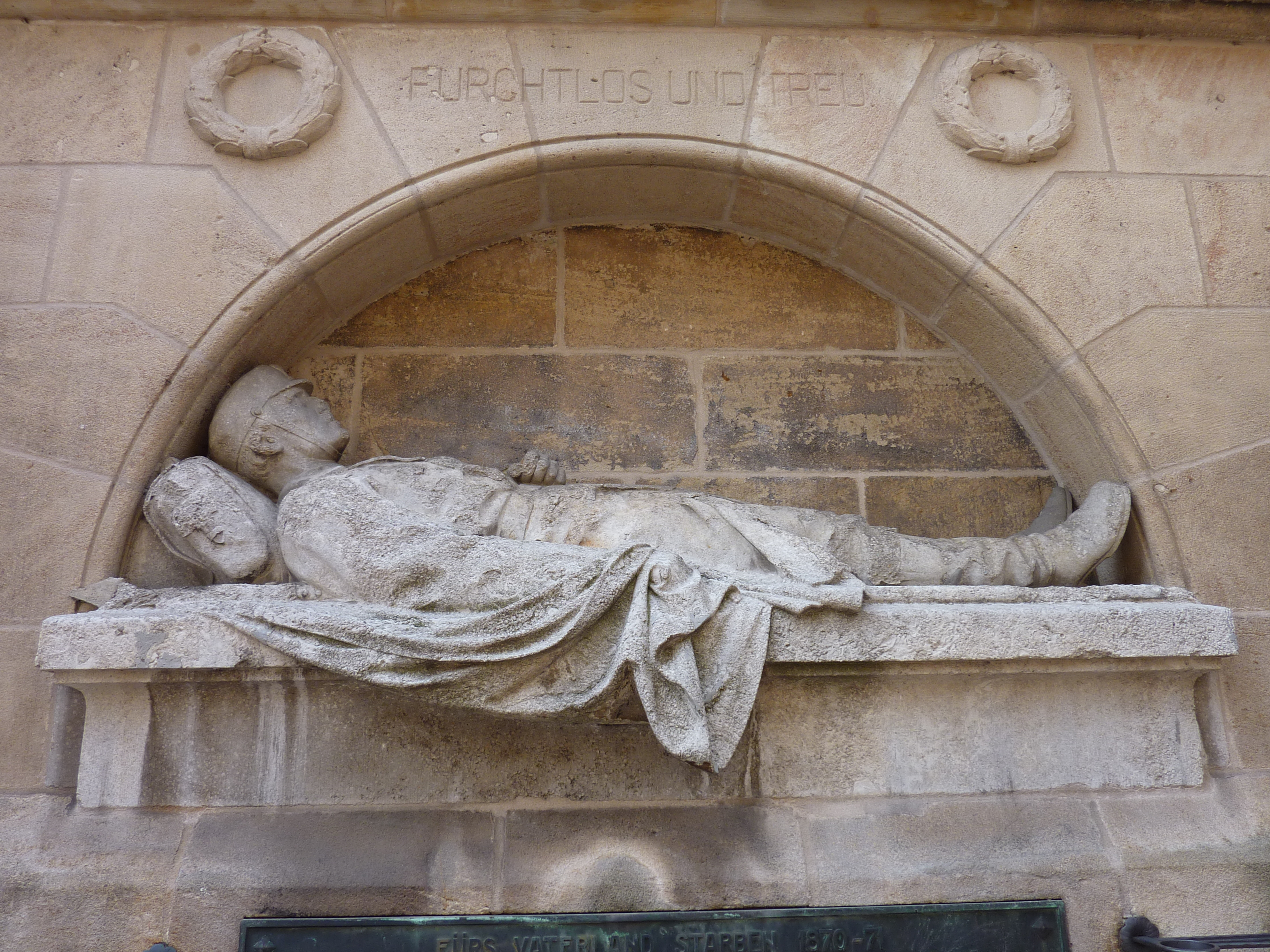
Esslingen: Kriegerdenkmal 1870/71, Stadtkirche St. Dionys 1910
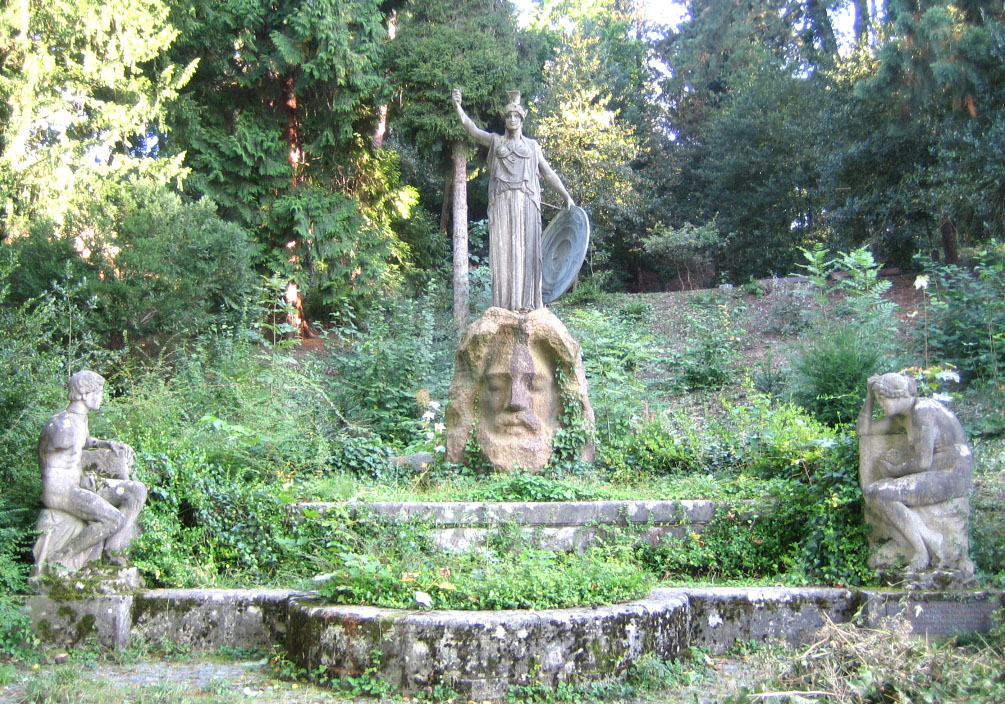
Stuttgart: Pallas-Athene-Brunnen 1911
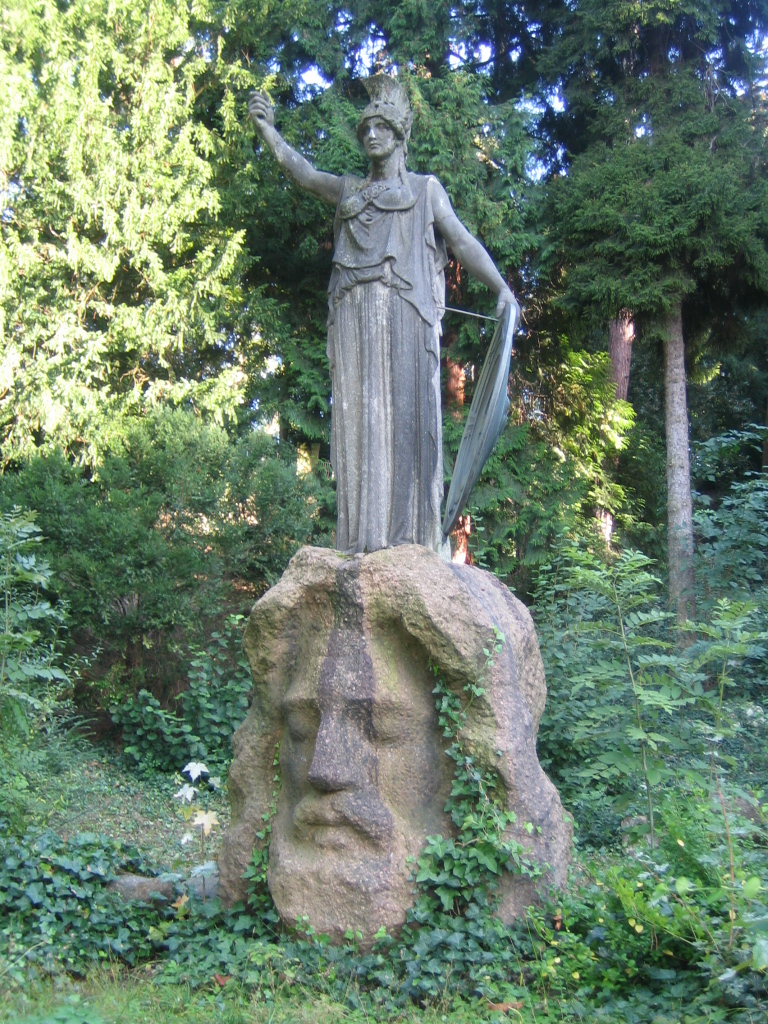
Stuttgart: Detail des Pallas-Athene-Brunnens
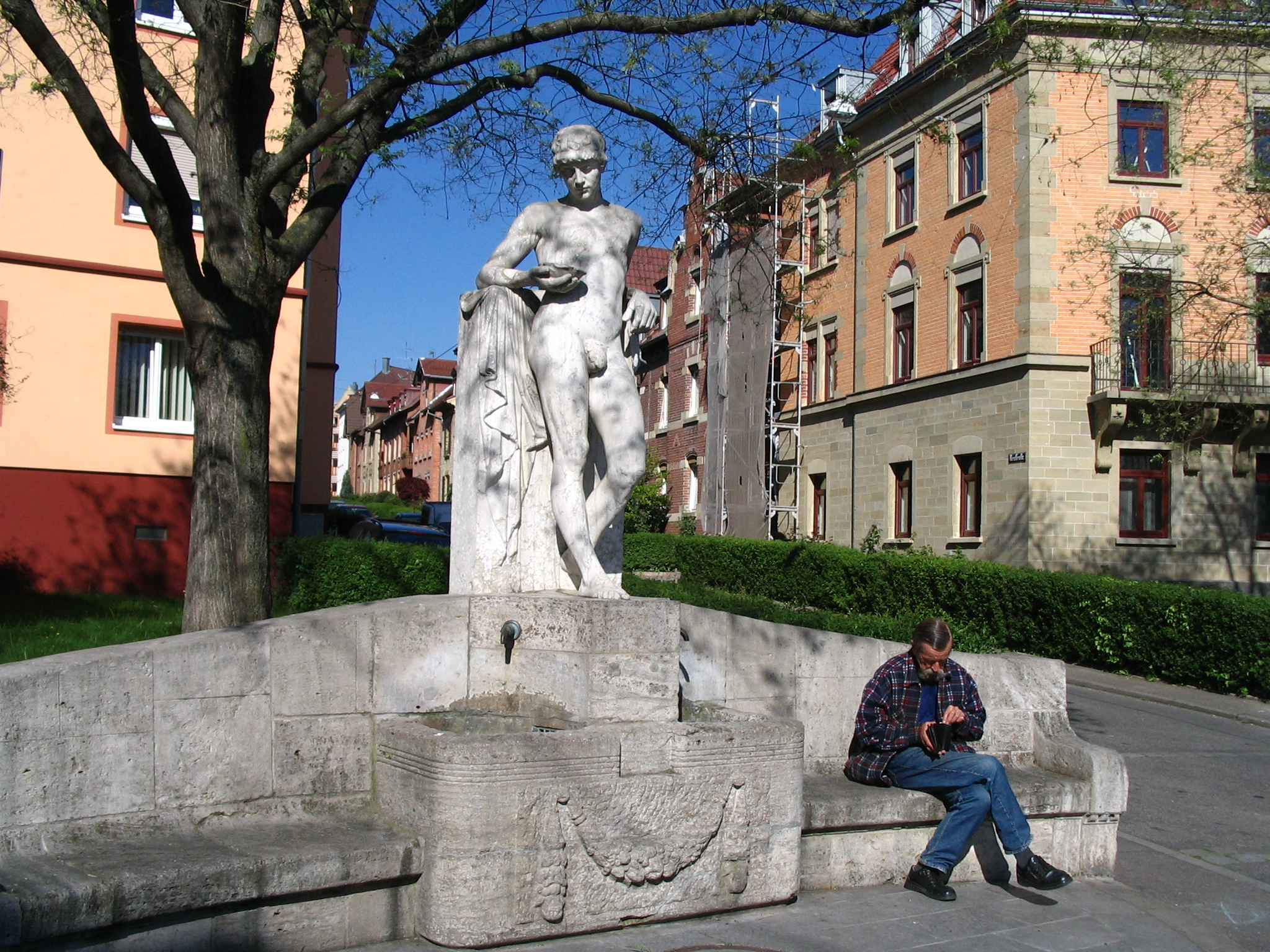
Stuttgart: Jünglingsbrunnen 1913
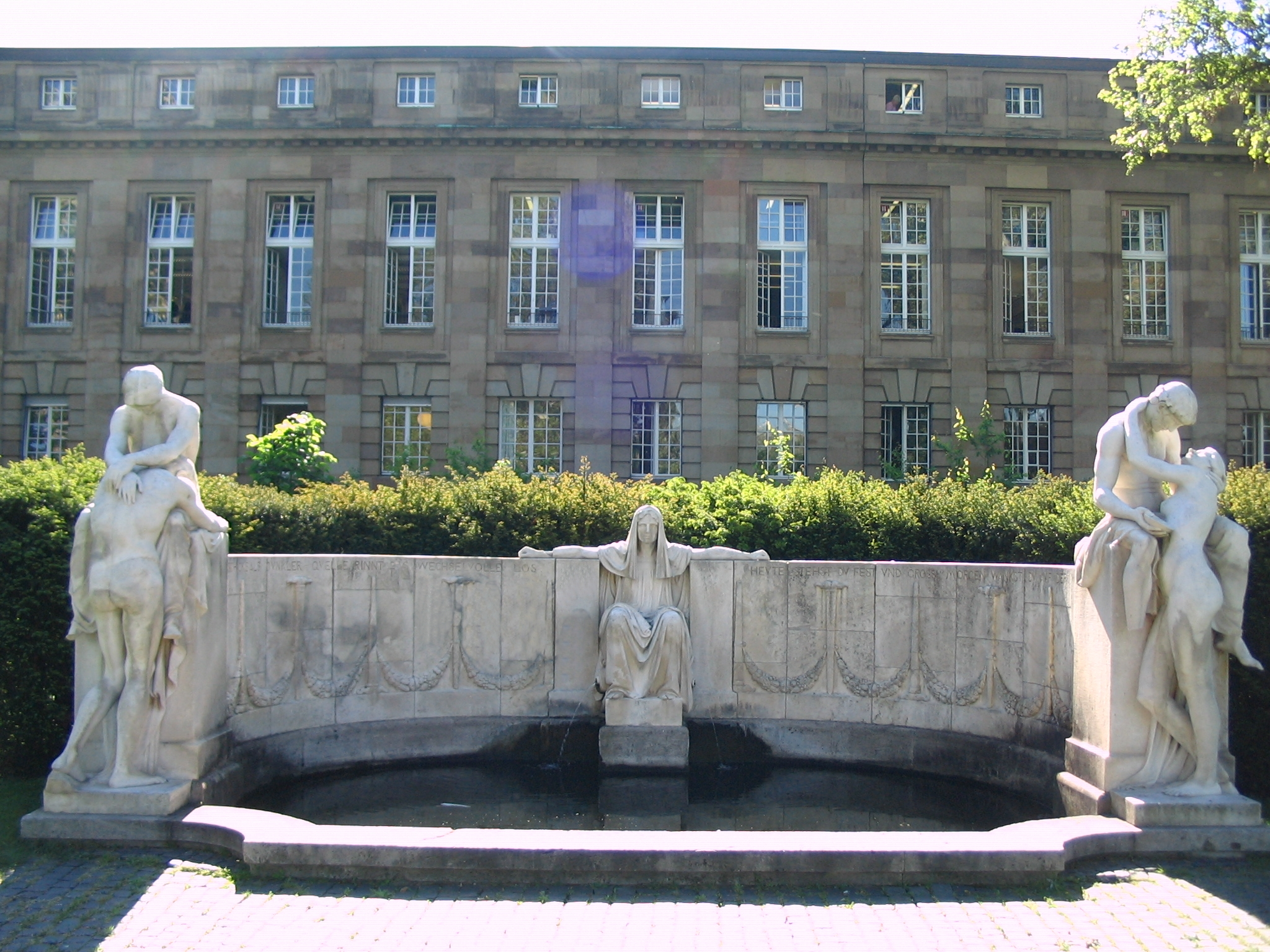
Stuttgart: Schicksalsbrunnen 1914